# 夏爾·諾迪埃

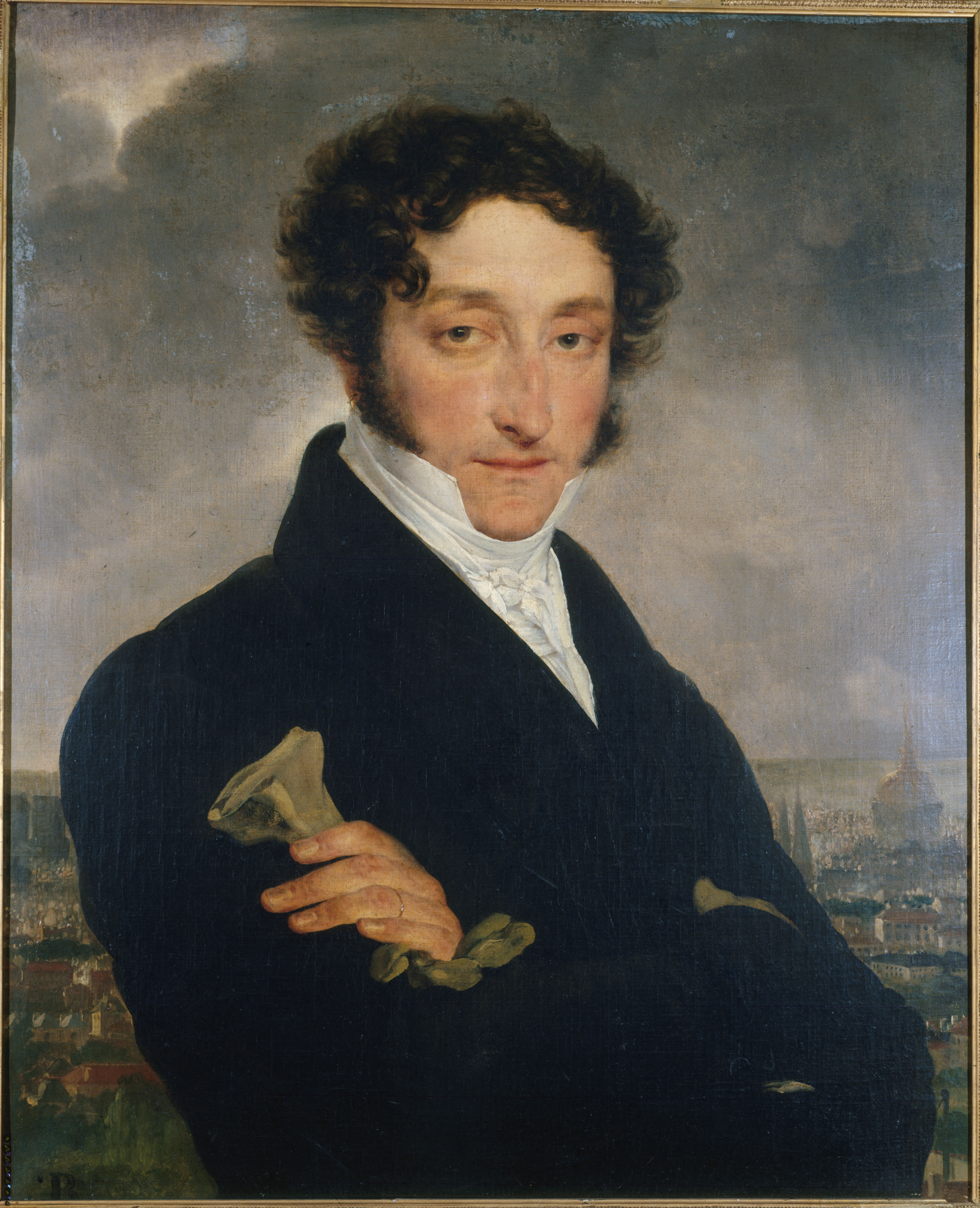
夏爾·诺迪埃

让·夏尔·埃马纽埃尔·诺迪埃（法語：Jean Charles Emmanuel Nodier，發音：[ʒɑ̃ ʃaʁl emanɥɛl nɔdje]；1780年4月29日—1844年1月27日），法国小说家，诗人，浪漫主义文学运动的代表人物之一。